# 石像

五条大橋の牛若丸と弁慶

石像（せきぞう）とは、石で作られた像である。

## 特徴
石材としては自然石を用いる。銅像等とは異なり、鋳造では作れないため、必然的に彫刻となる。また作られるものより一定以上大きな石が必要であり、大きなものになると材料を確保することも難しい。ただしあまりにも大きな石像になるとスフィンクスのように、複数の石を重ねて作られているものもある。また崖そのものを彫って造られているものもあり、その場合1度造られればそこから動かすのは不可能である(エジプトのアブ・シンベル神殿はアスワン・ハイ・ダム建設による水没を防ぐために移動したが、これは例外中の例外)。屋外に置かれるものが多く、古いものでは風雨等による風化が進み侵食されているものも多い。
日本で最もよく見かける石像が地蔵や狛犬であるように、宗教関係のものが多い。外国でもイスラム教のように偶像崇拝を禁止する教えが元々主流だった地域を除けば神をかたどった石像は数多く存在する。ただし実在の人間をかたどったものもある。

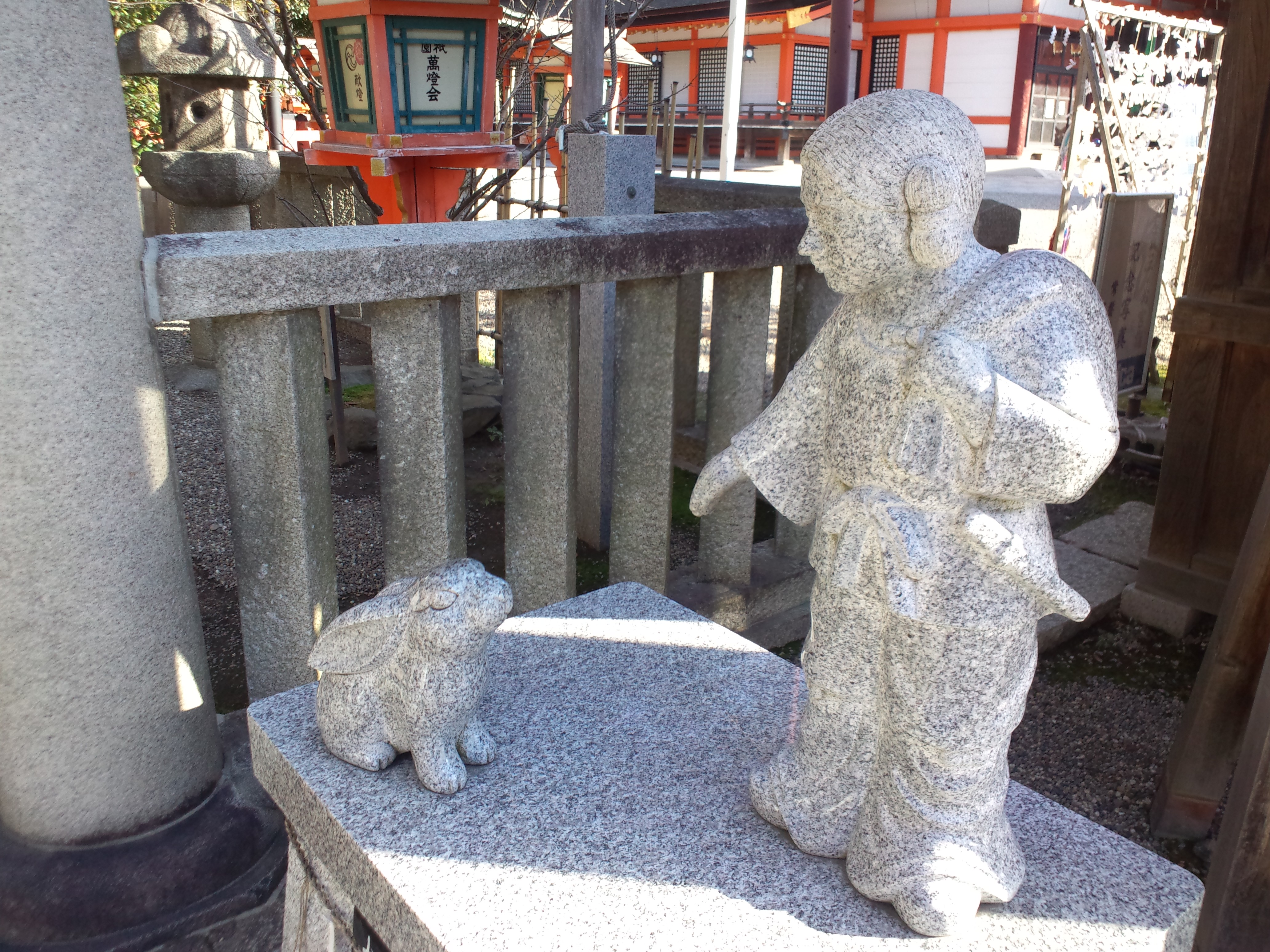
八坂神社の大国主と白うさぎ
浜岡砂丘の波小僧
小泉小太郎伝説
磐田駅のしっぺい
四番町スクエアのひこにゃん
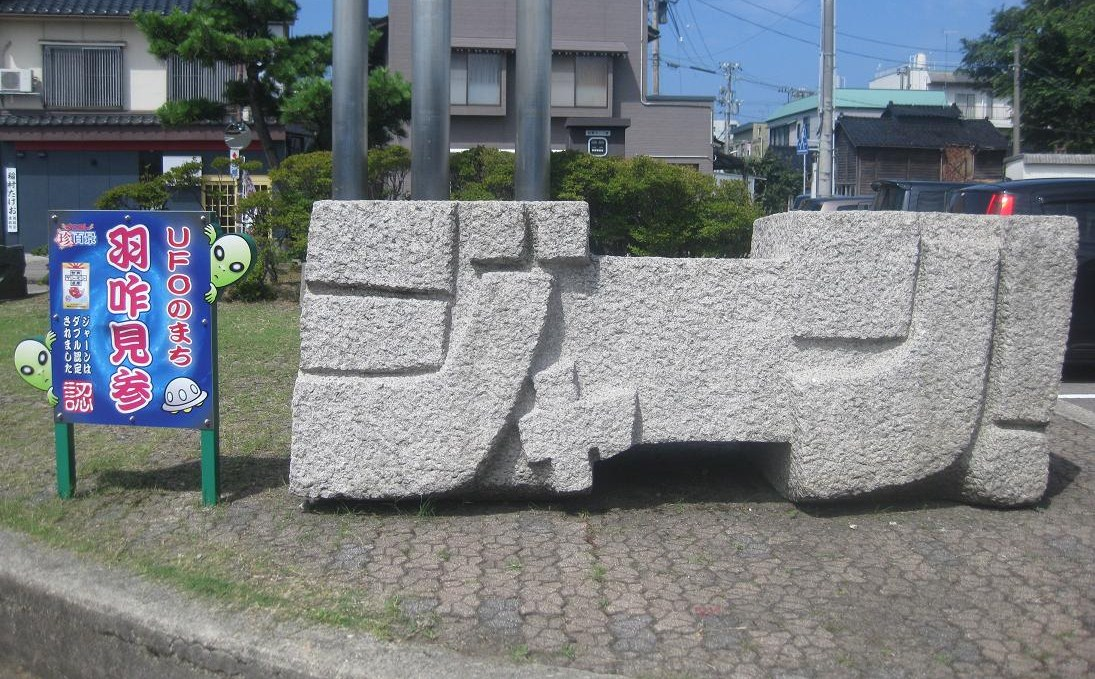
羽咋駅前の擬声語(音喩)「ジャーン！」オブジェ

## 技法
星取り機（コンパス）を使用して、彫塑用粘土などで作られた原型と同じものを複製する星取り技法が開発されている。この技法は、古代ギリシャ・ローマ時代の頃には利用されており、日本には明治時代に導入された。